# Baden bei Wien

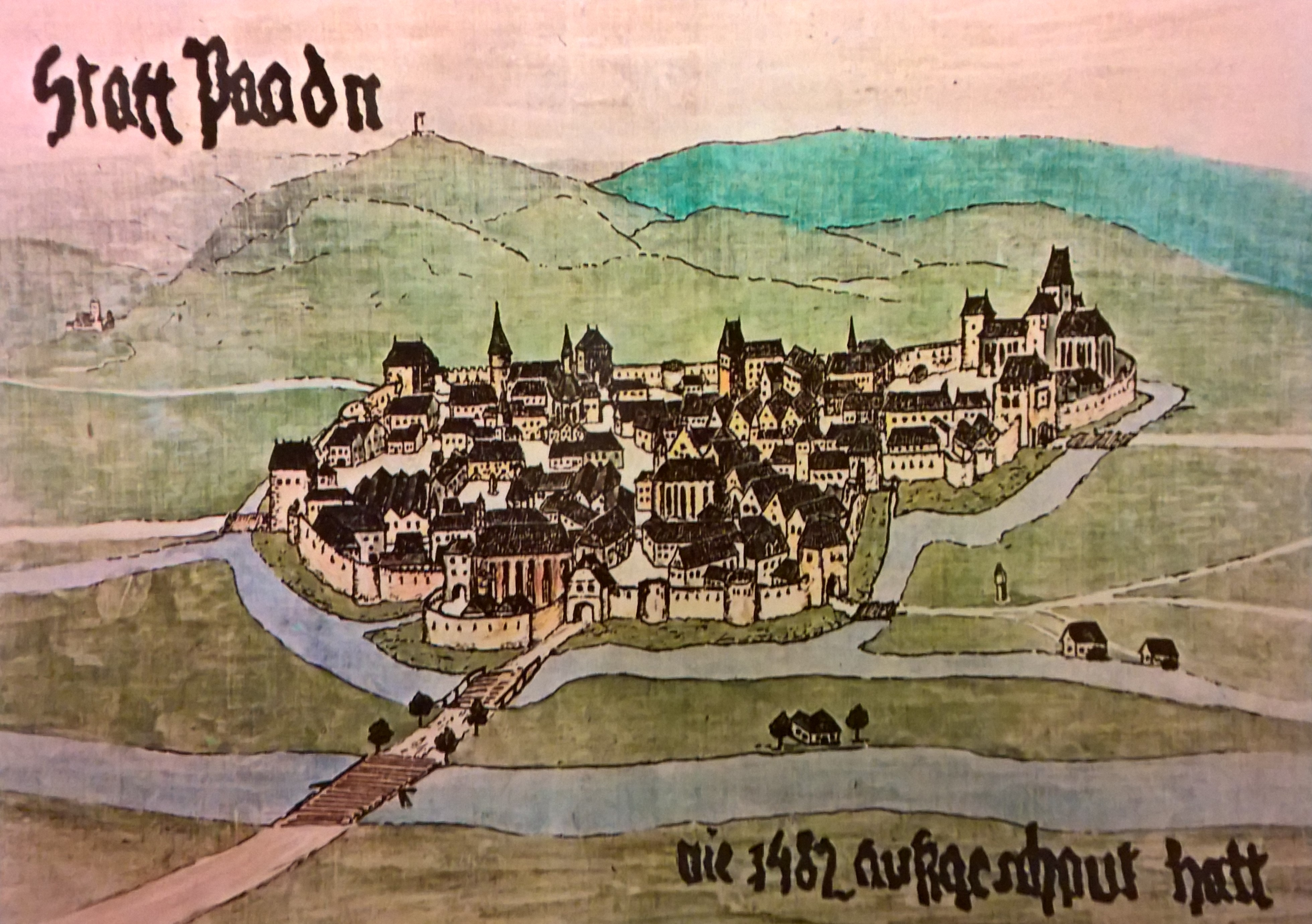
Tekening van Baden in 1482

Baden bei Wien (ook Baden) is een gemeente in de Oostenrijkse deelstaat Neder-Oostenrijk, gelegen in het district Baden, in het uiterste oosten van het Wienerwald. De gemeente heeft ongeveer 24.500 inwoners.
Baden is een kuuroord met geneeskrachtige zwavelhoudende warmwaterbronnen. Deze bronnen waren al bij de Romeinen bekend; zij noemden de plaats Aquae Pannonicae. Ludwig van Beethoven kwam dikwijls kuren in Baden en hoopte er genezing voor zijn doofheid te vinden. In de 19e eeuw vertoefden de Habsburgers er vaak in de zomer, wat een bloeiperiode voor de plaats betekende. Sinds 2021 staat het kuuroord op de UNESCO-Werelderfgoedlijst als onderdeel van de Historische kuuroorden van Europa.
In de periode 1945-1955 stond het hoofdkwartier van de bezettingsmacht van de Sovjet-Unie in deze plaats.

## Bezienswaardigheden
Baden heeft een 19e-eeuws stadsbeeld met huizen in Biedermeierstijl, die na een grote stadsbrand in 1812 gebouwd zijn.
Op de Hauptplatz, voor het 19e-eeuwse stadhuis (gebouwd naar de plannen van architect Josef Kornhäusel), staat een 20 m hoge drievuldigheidszuil (pestzuil) uit 1714-1718 (gemaakt door de beeldhouwer Giovanni Stanetti). Het Kaiserhaus was de zomerresidentie van de Habsburgers in de periode 1813-1834 en de woonplaats van de laatste Oostenrijkse keizer van 1916 tot 1918.
Het Stadttheater dateert uit 1909 en werd ontworpen door Fellner en Helmer. Het verving een voorgaand theatergebouw van de architect Josef Kornhäusel.
De laatgotische parochiekerk St.-Stephan (1477) werd gebouwd op de plaats van een eerdere romaanse kerk, waarvan nog enkele sporen resten. Ze heeft een 64 m hoge barokke toren met een uivormige torenspits. In deze hallenkerk werd in 1791 voor het eerst het Ave Verum van Mozart uitgevoerd op het barokke orgel. Het barokke interieur werd in de 19e eeuw in neogotische stijl gerestaureerd. Het bekendste beeld van deze kerk, Martelaarschap van de H. Stefaan, staat in het koor.
De parochiekerk St.-Helena staat aan de ingang van het Helenental en herbergt het zogeheten pottenbakkersaltaar, een voorstelling van de Heilige Drie-eenheid in menselijke vorm, dat afkomstig is uit de Stephansdom in Wenen.
Beethoven logeerde (tussen 1821 en 1823) enkele malen in het huis op de Rathausgasse 10, nu een Beethovenmuseum. Hij componeerde hier zijn Missa solemnis en voltooide er zijn negende symfonie Ode aan de vreugde.
Op een heuvel bevindt zich het uitgestrekte kuurpark, met een groot casino en diverse monumenten voor beroemde bezoekers van Baden.

## Bereikbaarheid
Baden is vanuit Wenen bereikbaar per S-Bahn en per regionale trein van de Österreichische Bundesbahnen. Ook is er tussen de twee steden een tram- en treinverbinding geëxploiteerd door de Wiener Lokalbahnen (WLB).

## Geboren in Baden bei Wien
- Ignaz Vitzthumb (1724-1816), musicus
- Josef Strebinger (1819-1885), componist en militaire kapelmeester
- Max Reinhardt (1843-1943), regisseur en acteur
- Jakob Mathias Pazeller (1869-1957), componist, dirigent en violist
- Josef Frank (1885-1967), architect en designer
- Arnulf Rainer (1929), kunstschilder
- Erwin Hoffer (1987), voetballer
- Besian Idrizaj (1987-2010), voetballer

## Foto's

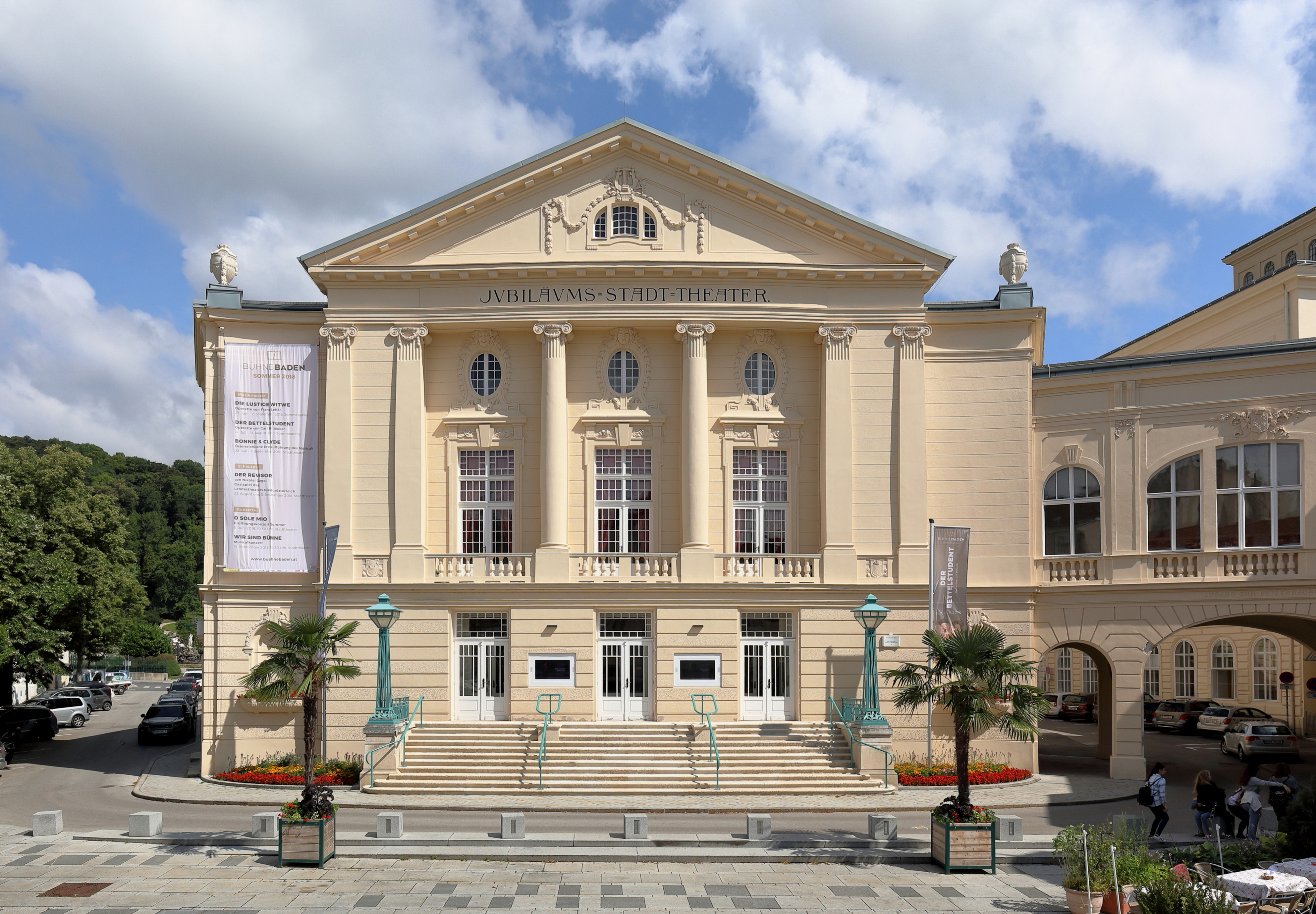
Stadttheater Baden
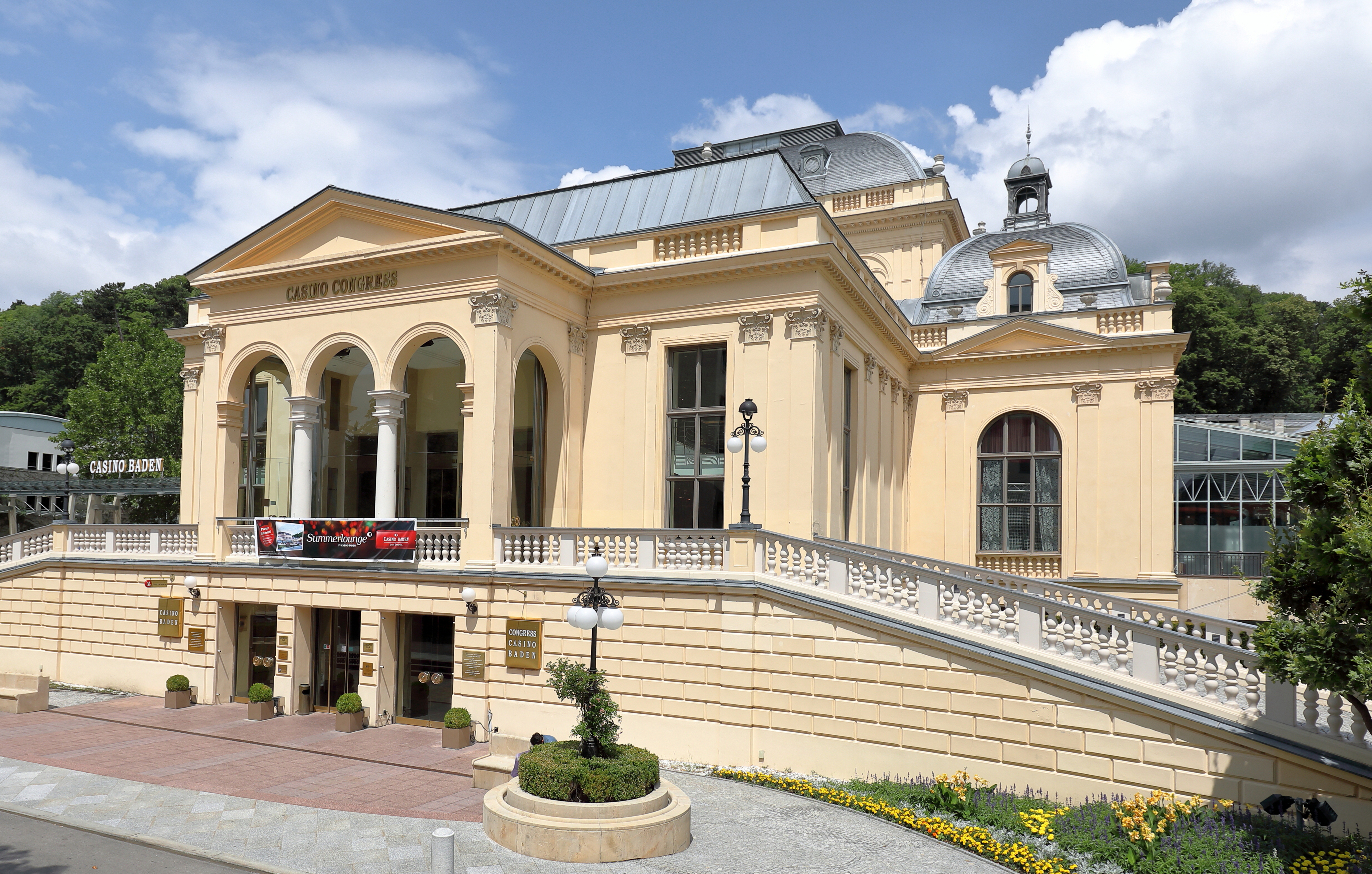
Casino Baden
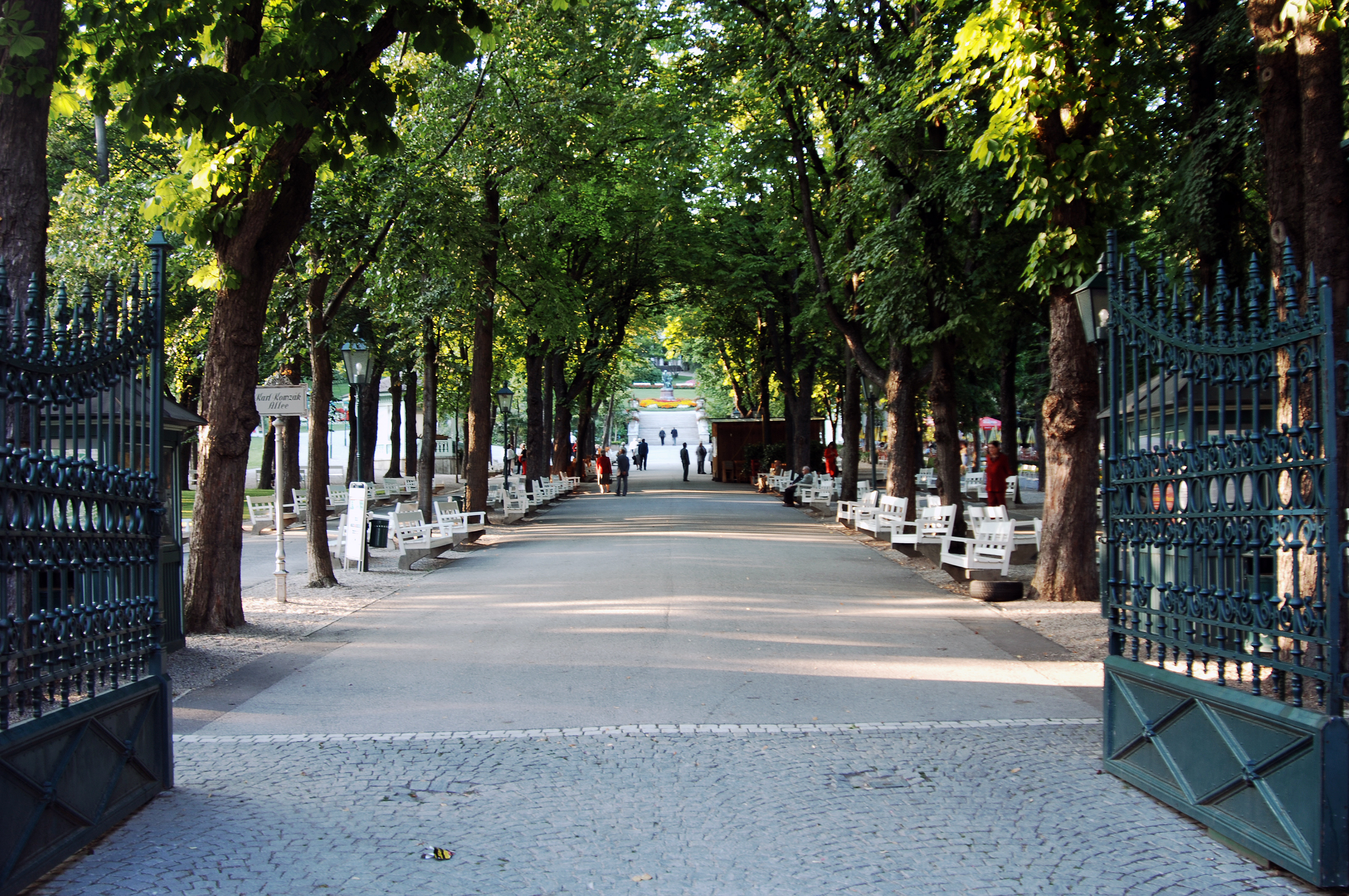
Kurpark
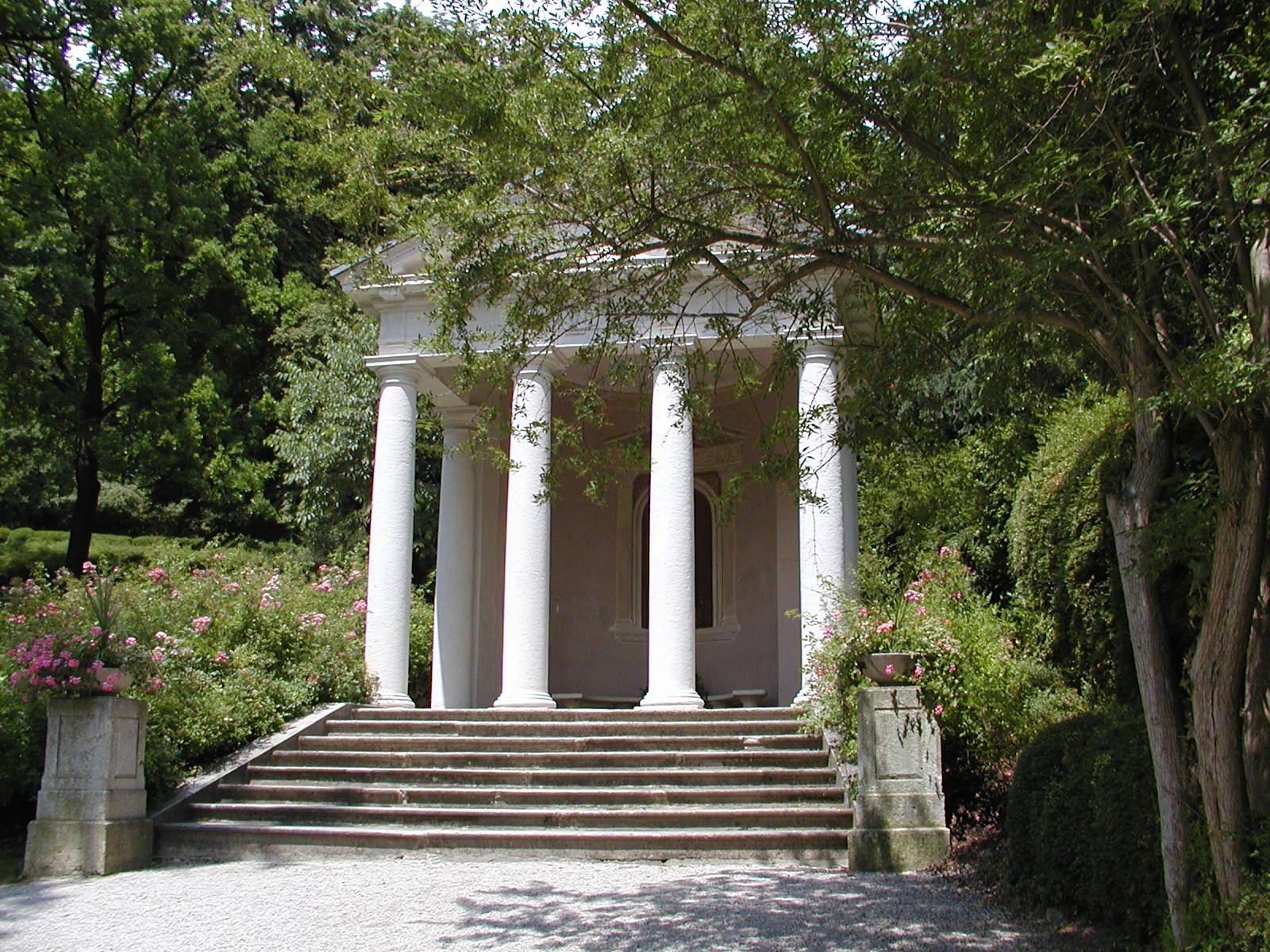
Mozarttempel in het Kurpark
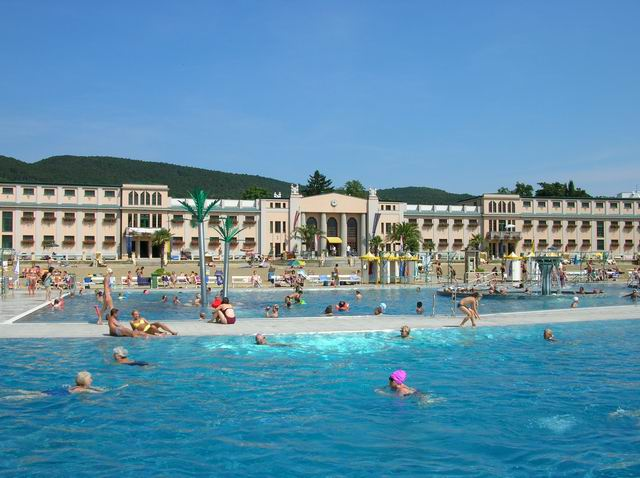
Het zwembad

Alland · Altenmarkt an der Triesting · Baden · Bad Vöslau · Berndorf · Blumau-Neurißhof · Ebreichsdorf · Enzesfeld-Lindabrunn · Furth an der Triesting · Günselsdorf · Heiligenkreuz · Hernstein · Hirtenberg · Klausen-Leopoldsdorf · Kottingbrunn · Leobersdorf · Mitterndorf an der Fischa · Oberwaltersdorf · Pfaffstätten · Pottendorf · Pottenstein · Reisenberg · Schönau an der Triesting · Seibersdorf · Sooß · Tattendorf · Teesdorf · Traiskirchen · Trumau · Weißenbach an der Triesting
- Bibliothèque nationale de France: cb120335036 (data)
- Gemeinsame Normdatei: 4004168-2
- Library of Congress Control Number: n79061241
- MusicBrainz: 39021730-71d0-4d35-b42f-659925411b52
- Nationale Bibliotheek van Tsjechië: ge397042
- Nationale Bibliotheek van Israël: 987007562086505171
- Nationale en Universitaire bibliotheek Zagreb: 000595431
- Virtual International Authority File: 312794264